# آلکسیی نیکولایویچ تولستوی
آلکسیی نیکولایویچ تولستوی، (به روسی: Алексей Николаевич Толстой)‏ (زاده ۱۸۸۳ – درگذشته ۱۹۴۵) شاعر و رمان‌نویس روس بود. تولستوی عضو آکادمی علوم اتحاد جماهیر شوروی بود.

## زندگی
تالستوی در ۱۰ ژانویه ۱۸۸۳ در خانواده‌ای اشرافی به دنیا آمد او پسر کنت نیکولای الکساندروویچ تولستوی بود و لقب کنت را به ارث برد. در سن‌پترزبورگ در رشته فنی تحصیل کرد اما بعد به ادبیات روی آورد. نخستین مجموعه شعرش را در ۱۹۰۷ منتشر کرد اما بعدها آن را جزو آثار خود محسوب نکرد. در ۱۹۱۱ به داستان‌نویسی روی آورد اما جنگ جهان اول درگرفت و او به عنوان خبرنگار به جبهه رفت. پس از جنگ و وقوع انقلاب اکتبر به مخالفان انقلاب پیوست و به فرانسه رفت. در فرانسه با مجله مهاجران روس به نام سالنامه معاصر هم‌کاری می‌کرد. پس از چند سال زندگی در پاریس و برلین در ۱۹۲۳ به شوروی بازگشت و با خود آثاری را که در در دوران مهاجرت نوشته بود آورد.
تولستوی در ۱۹۳۸ نشان لنین را دریافت کرد و در ۱۹۳۹ به‌عضویت آکادمی علوم اتحاد جماهیر شوروی درآمد. در ۱۹۴۱ به‌خاطر رمان پطر کبیر و سال ۱۹۴۳ برای گذر از رنج‌ها جایزه استالین را دریافت کرد.
تالستوی در ۲۳ فوریه ۱۹۴۵ در حالی که شهرت و محبوبیت زیادی در شوروی داشت درگذشت و «مرگ او ضایعه‌ای بزرگ برای ادبیات و فرهنگ روسی خوانده شد، ضایعه‌ای که شاید فقط مرگ گورکی در ۱۹۳۶ با آن قابل قیاس باشد.»

## آثار
- ۱۹۲۰ - کودکی نیکیتا.
- ۱۹۲۱ - خواهران. نخستین اثر از تریلوژی گذر از رنج‌ها.
- ۱۹۲۱ - ۱۹۴۰، گذر از رنج‌ها. برنده جایزه استالین در ۱۹۴۲.
- ۱۹۲۲ - آیلیتا. (آئلیتا) رمان اتوپیایی.
- ۱۹۲۴ – طغیان ماشین‌ها. رمان علمی-تخیلی.
- ۱۹۲۵ – هذلولی‌وار مهندس گارین. (جعبه اختراعی مهندس گارینا) رمان علمی-تخیلی
- ۱۹۲۹ – پطر اول (کتاب اول)
- ۱۹۵۸ – یک هفته در تورنوا. پس از مرگ منتشر شد.

## کتاب‌نامهٔ فارسی
- سرگشتگی جانگداز، ترجمه رضا آذرخشی، تهران،،
- آئلیتا، ترجمه ژاله پیامی، تهران، جیبی، ۱۳۴۴.
- «خصلت روسی»، ترجمه گامایون، چند نوول از آثار نویسندگان شوروی، مسکو، پروگرس،
- پطر کبیر، ترجمه ابراهیم مرادی و روحی ارباب، تهران، بنگاه ترجمه و نشر کتاب، ۱۳۵۱
- رسالت زبان و ادبیات، ترجمه م. ح. روحانی، تهران،، ۱۳۵۳، [چاپ دوم، تهران، توکا،۱۳۵۷]
- پطر اول، ترجمه محمد پورهرمزان، مسکو، پروگرس، ۱۳۵۶
- گذر از رنج‌ها، [«دوخواهر»، «سال هجده» و«صبح تیره»]، ترجمه سروژ استپانیان، تهران، امیرکبیر، ۱۳۵۹
- شلغم، ترجمه جواد مهجوری،، سارا، ۱۳۶۱
- کاتیا، داستان‌های جنگ کبیر میهنی، [«داستان‌های بی‌باکان»، «شب در کاهدانی»، «کاتیا»، «شب در کاهدانی»، «چگونه آغاز شد»، «هفت صورت چرکین»، «نینا»، «داستانی عجیب»، «کاتیا»، «مادر و دختر» و «بزن و سرنگون کن»]، ترجمه م. ب. حافظی، تهران، روزبهان، ۱۳۶۱
- کودکی نیکیتا، ترجمه مهدی غبرائی، تهران، نیلوفر، ۱۳۶۱
- آیلیتا، ترجمه همایون نوراحمر، تهران، پیشرو، مرزبان، ۱۳۶۳
- سراب، «سراب»، «سرگذشت نوزورف یا ایبیکوس»، ترجمه سروژ استپانیان، تهران، رازی، ۱۳۶۴
- کشف مخوف گارین، ترجمه یوسف حمزه‌لو، تاشکند، رادوگا، ۱۳۶۴
- پتر اول، ترجمه احمد نوری‌زاده، تهران، نگاه، ۱۳۶۹
- اشعه مرگ، ترجمه ناصر مؤذن، تهران، تندر، ۱۳۷۰
- آدمک چوبی، ترجمه پروین قایمی، تهران، کتاب درنا، ۱۳۷۷
- «عشق بی‌پایان»، ترجمه حسین وگامایون، عشق بی‌پایان، تهران، نشر فردا، ۱۳۷۸